# Elói de Sousa

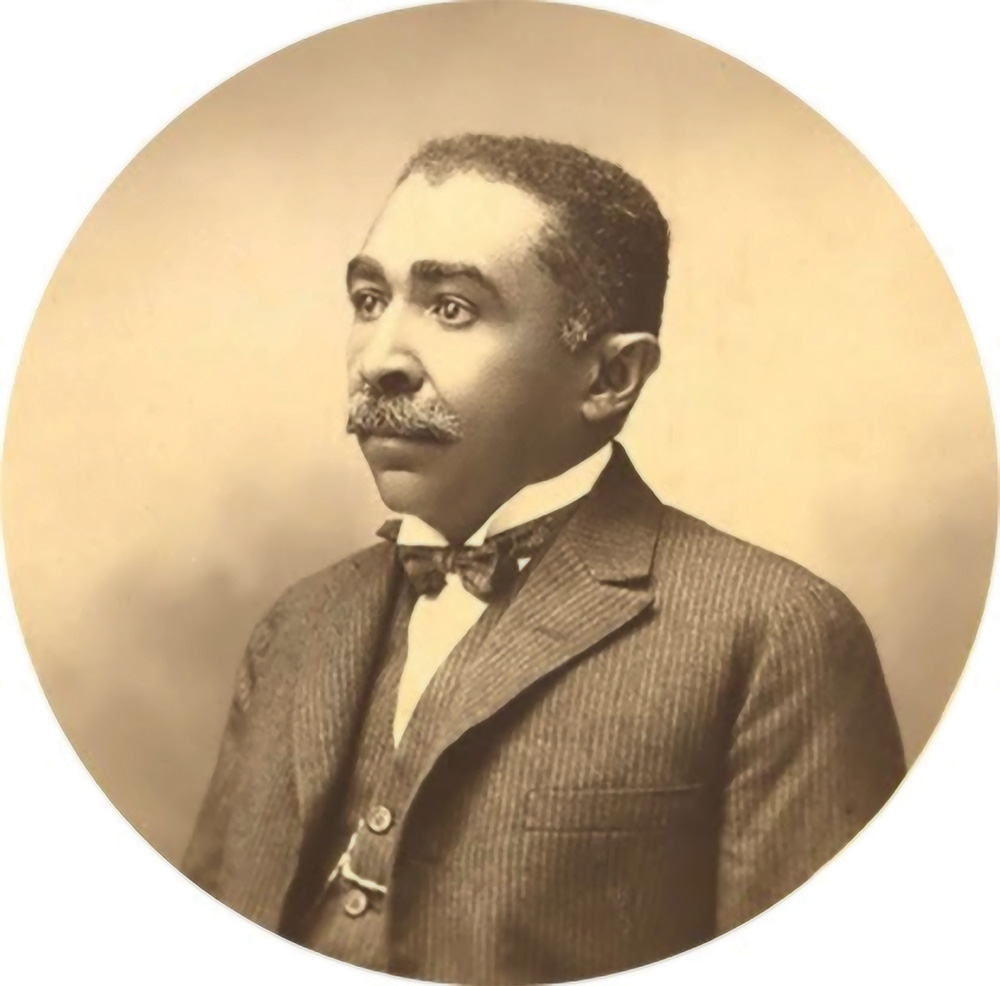
Eloy de Souza

Eloy Castriciano de Souza (Recife, 4 de março de 1873 — 7 de outubro de 1959) foi um jornalista e político brasileiro. Foi deputado estadual e federal por Rio Grande do Norte e senador da República de 1914 a 1937. É irmão mais velho dos poetas Henrique Castriciano e Auta de Souza.
Em sua homenagem foi denominado Senador Elói de Souza um município no Rio Grande do Norte.

## Biografia
Há controvérsias sobre se Eloy de Sousa teria deixado descendência. Casou-se já com certa idade, e não teve filhos desse matrimônio.
Entretanto, há notícias de que Eloy de Souza teria deixado um filho, que ele não assumiu, mas apadrinhou. Manteve intensa comunicação, mediante cartas com esse suposto filho, nascido no Bairro de Igapó, Natal, em 08 de agosto de 1912.
Conseguiu uma colocação para o hipotético filho no DNOCS, no Perímetro Irrigado São Gonçalo, município de Sousa, Sertão da Paraíba, onde casou e teve oito filhos.
Esse suposto filho de Eloy de Souza chamava-se Severino Evangelista, casou-se com Francisca Marques Evangelista, e faleceu em João Pessoa, no dia 26 de maro de 1982.
As cartas que recebeu de Eloy de Sousa agora estão em poder da família (filho), e estão sendo conservadas, aguardando alguém que tenha interesse nelas, para ser colocada, por exemplo, em alguma instituição que preserve a sua memória. 
Lançou um livro de memórias, em que conta sua luta para conseguir aprovar uma lei que criasse um plano para criar estratégias de enfrentamento das cíclicas secas que sempre assolaram o Nordeste.
Eloy de Souza faleceu em Campina Grande, no dia 07 de outubro de 1959. Em uma de suas cartas àquele que para só um número restrito de pessoas saberia ser seu filho, informa de se encontrava apenas com cinquenta e um quilos de peso. No acervo, consta exemplar original do jornal A República, noticiando a morte do prestigiado político, que para conseguir viajar ao Egito, com a intensão de pesquisar como aquele povo enfrentava as secas, teve que contar com a ajuda de amigos para financiar a viagem, já que não dispunha de recursos, pois ao contrário de muitos, não fizera fortuna na política, muito ao contrário, chegou mesmo a empobrecer.